# Torneo de Umag 2014
El ATP Vegeta Croatia Open Umag 2014 es un torneo de tenis. Pertenece al ATP Tour 2014 en la categoría ATP World Tour 250. El torneo tendrá lugar en la ciudad de Umag, Croacia, desde el 20 de julio hasta el 27 de julio de 2014 sobre tierra batida.

## Cabezas de serie

### Masculino
| Tenista                | Ranking | Preclasificada |
| Fabio Fognini          | 15      | 1              |
| Tommy Robredo          | 20      | 2              |
| Alexandr Dolgopolov    | 21      | 3              |
| Marin Čilić            | 22      | 4              |
| João Sousa             | 35      | 5              |
| Lukáš Rosol            | 42      | 6              |
| Andreas Seppi          | 44      | 7              |
| Édouard Roger-Vasselin | 45      | 8              |

- Los cabezas de serie, están basados en el ranking ATP del 14 de julio de 2014.

### Dobles masculinos

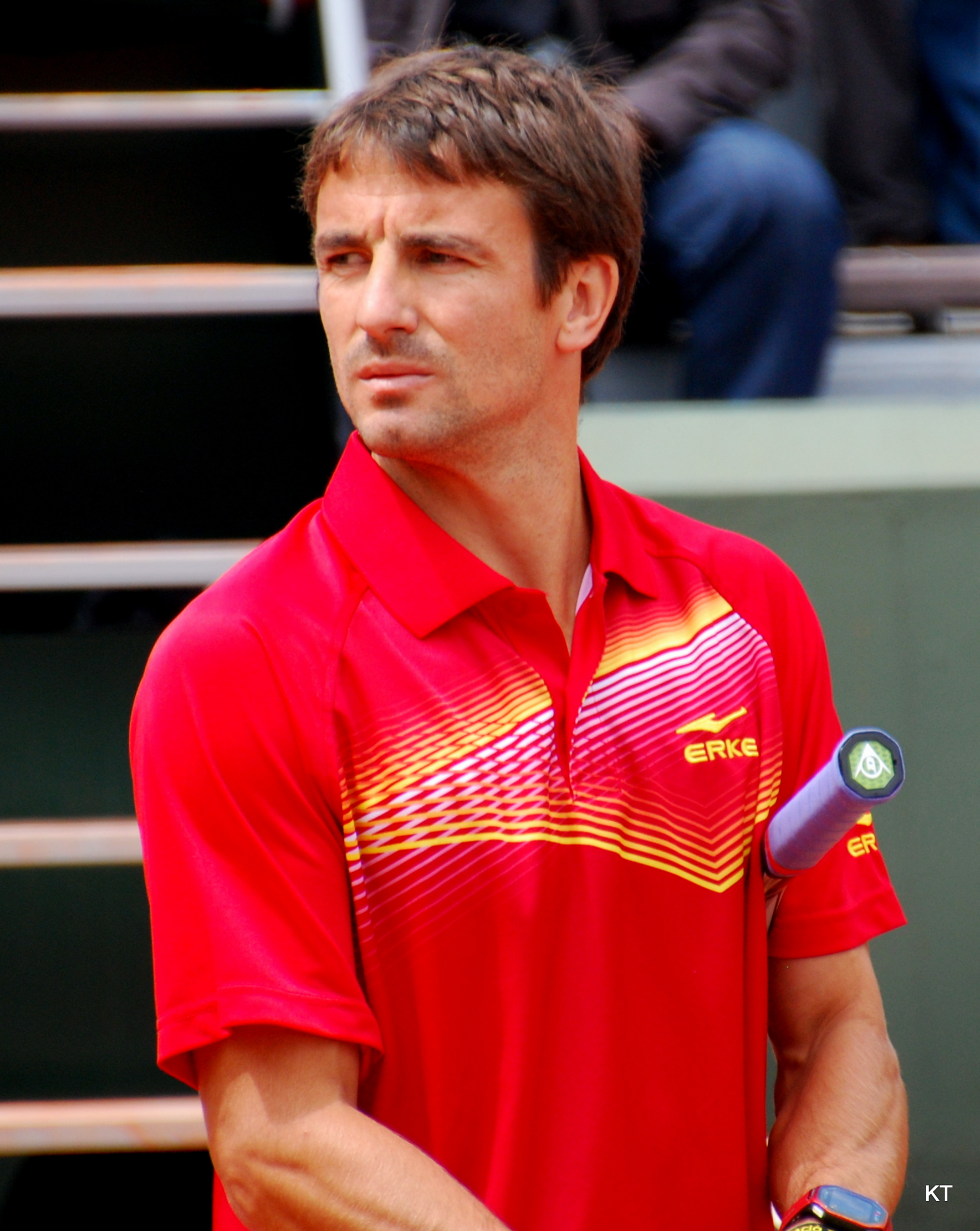
Tommy Robredo, Campeón defensor.

| Tenista                              | Ranking | Preclasificada |
| Jürgen Melzer Édouard Roger-Vasselin | 64      | 1              |
| Julian Knowle Oliver Marach          | 86      | 2              |
| Pablo Cuevas Horacio Zeballos        | 109     | 3              |
| Mate Pavić André Sá                  | 112     | 4              |

## Campeones

### Individual Masculino
Pablo Cuevas venció a  Tommy Robredo por 6-3, 6-4

### Dobles Masculino
František Čermák /  Lukáš Rosol vencieron a  Dušan Lajović /  Franko Škugor por 6-3, 6-1